# Niemstów (gromada w powiecie lubińskim)
Niemstów – dawna gromada, czyli najmniejsza jednostka podziału terytorialnego Polskiej Rzeczypospolitej Ludowej w latach 1954–1972.
Gromady, z gromadzkimi radami narodowymi (GRN) jako organami władzy najniższego stopnia na wsi, funkcjonowały od reformy reorganizującej administrację wiejską przeprowadzonej jesienią 1954 do momentu ich zniesienia z dniem 1 stycznia 1973, tym samym wypierając organizację gminną w latach 1954–1972.
Gromadę Niemstów z siedzibą GRN w Niemstowie utworzono – jako jedną z 8759 gromad na obszarze Polski – w powiecie lubińskim w woj. wrocławskim, na mocy uchwały nr 20/54 WRN we Wrocławiu z dnia 2 października 1954. W skład jednostki weszły obszary dotychczasowych gromad Niemstów, Czerniec i Kłopotów ze zniesionej gminy Księginice oraz Osiek i Pieszków ze zniesionej gminy Miłoradzice w tymże powiecie. Dla gromady ustalono 16 członków gromadzkiej rady narodowej.
1 lipca 1968 z gromady Niemstów wyłączono wieś Pieszków, włączając ją do nowo utworzonej gromady Lipiny w tymże powiecie, po czym gromadę Niemstów zniesiono, a jej pozostały obszar włączono do nowo utworzonej gromady Lubin tamże.